# Soiano del Lago
Soiano del Lago é uma comuna italiana da região da Lombardia, província de Bréscia, com cerca de 1.517 habitantes. Estende-se por uma área de 5 km², tendo uma densidade populacional de 303 hab/km². Faz fronteira com Calvagese della Riviera, Manerba del Garda, Moniga del Garda, Padenghe sul Garda, Polpenazze del Garda.

## Demografia
| Variação demográfica do município entre 1861 e 2011                               |
|                                                                                   |
| Fonte: Istituto Nazionale di Statistica (ISTAT) - Elaboração gráfica da Wikipedia |